# Bollmannia stigmatura
Bollmannia stigmatura е вид бодлоперка от семейство Попчеви (Gobiidae).

## Разпространение и местообитание
Видът е разпространен в Гватемала, Еквадор, Колумбия, Коста Рика, Мексико, Никарагуа, Панама, Салвадор и Хондурас.
Среща се на дълбочина от 10 до 120 m, при температура на водата около 15 °C и соленост 35 ‰.

## Описание
На дължина достигат до 14 cm.